# Rietzschkegrund
Der Rietzschkegrund ist ein etwa 1,5 km langes, flach ansteigendes Kerbtal in der Lößnitz, im Stadtteil Zitzschewig der sächsischen Stadt Radebeul.

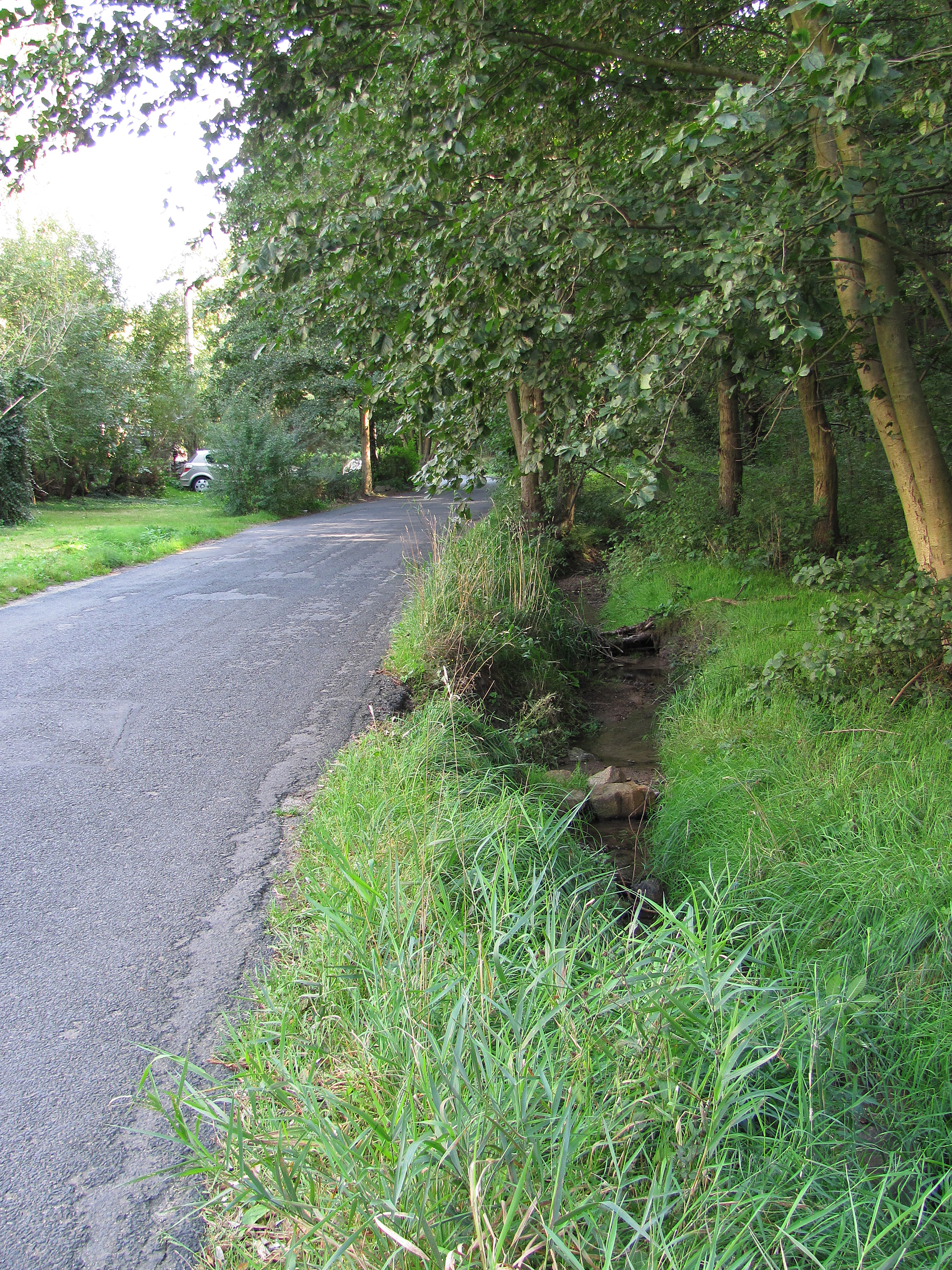
Die Rietzschke neben der Straße Rietzschkegrund, Blick nach Norden

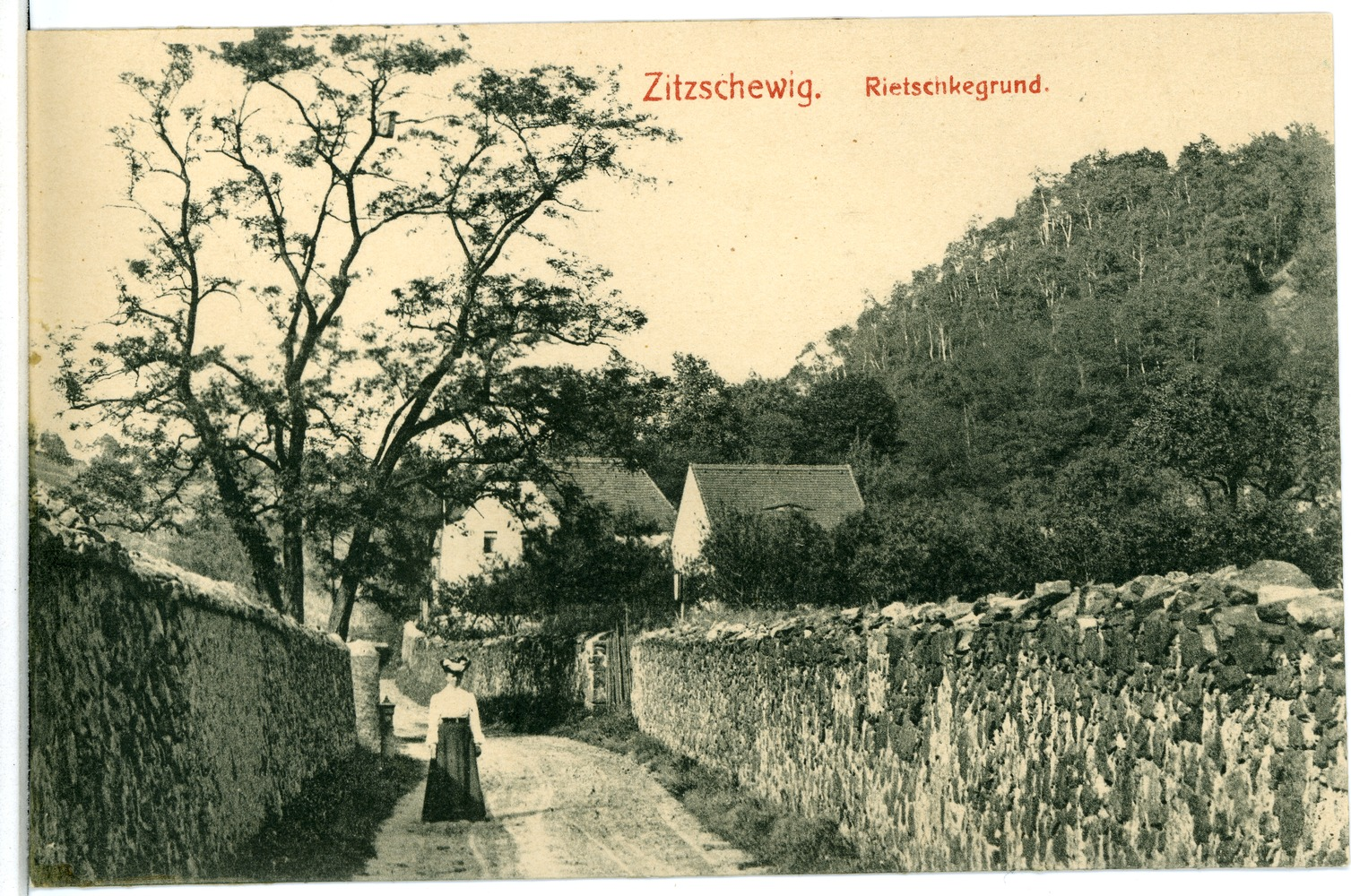
Rietzschkegrund, 1902. Dieses sich südlich des Hangabbruchs befindliche Straßenstück heißt heute Hausbergweg, nach dem südlich anliegenden ehemaligen Weingut Hausberg

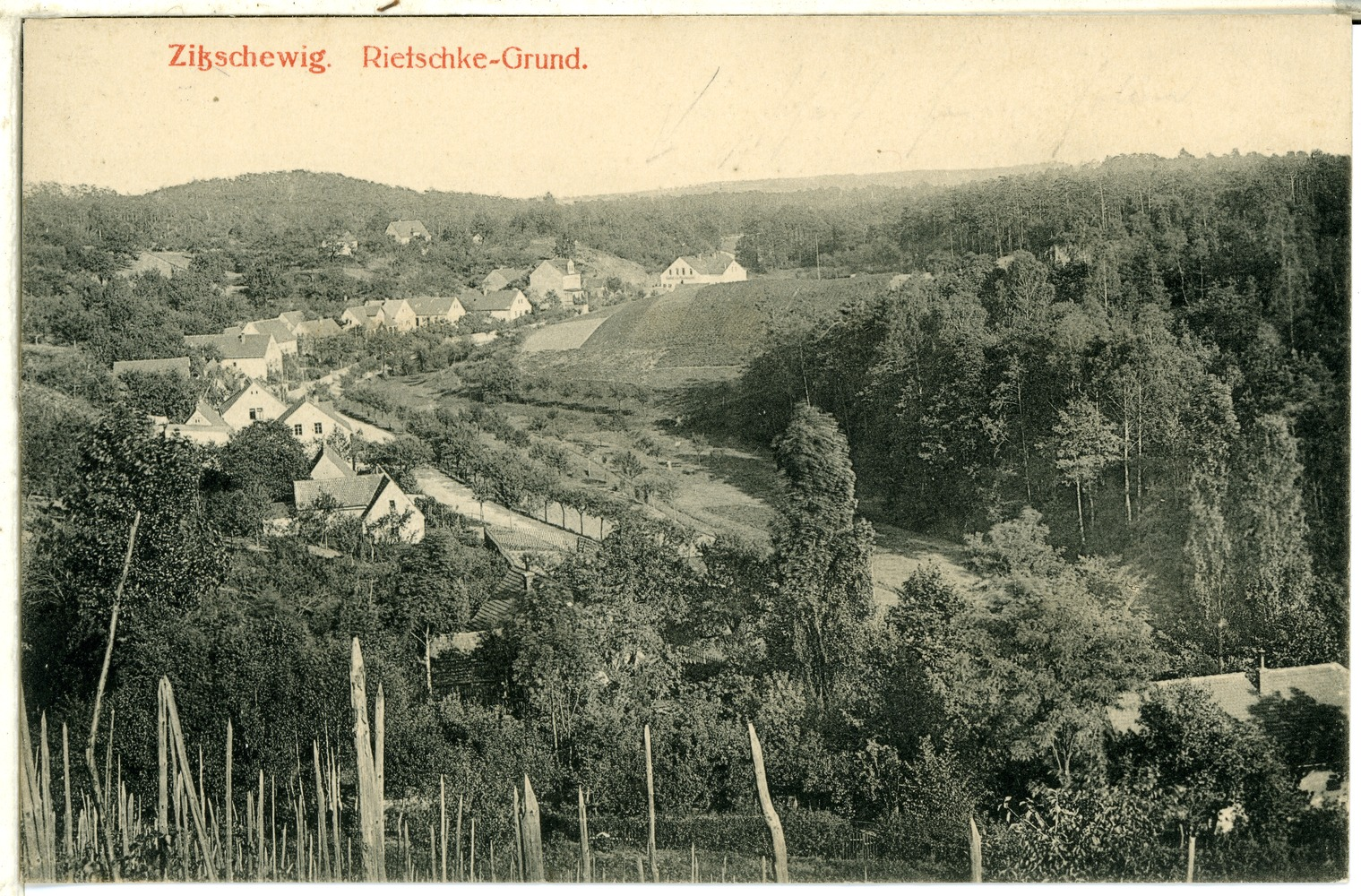
Der nördliche Teil des Rietzschkegrunds, 1899. In der Bildmitte oben: der Gasthof Rietzschkegrund

Neben dem Lößnitzgrund und dem Fiedlergrund gehört sie zu den wasserführenden Bergschluchten Radebeuls. Im Gegensatz zum Lößnitzbach gehört die Rietzschke (auch Rietzschkebach, von sorbisch rěčka, „Bach“), ähnlich wie der Fiedlerbach und die Quellen am Straken, zu den Verlorenen Wassern, das heißt, dass sie bald nach Verlassen des eigentlichen Grundes in der Elbsandterrasse versickert, ohne die Elbe zu erreichen. Wobei sie heute in die Kanalisation eingeleitet werden, falls die Wassermenge bis zum Einlauf reicht und nicht vorher trockenfällt. Um 1800 trieb der Rietzschkebach auf dem Grundstück Paulsbergweg 13 eine Wassermühle an, die 1849 wegen Wassermangels auf Pferdebetrieb umgestellt werden musste. 1853 ließ der Besitzer Carl Friedrich Müller direkt daneben eine Holländerwindmühle bauen, die aber bereits vor 1861 wieder aufgegeben wurde.
Als Straße Rietzschkegrund, die amtlicherseits 1897 diesen Namen erhielt, beginnt die Berggasse am Zusammentreffen der ehemaligen Berggassen Kynastweg, Hausbergweg und Talkenbergweg, im Denkmalschutzgebiet Historische Weinberglandschaft Radebeul bei Haus Baurick. Nach Überwinden des nach Nordosten führenden Anstiegs durch den Grund auf die Hochfläche der Lößnitz endet die Schlucht und der weiterhin Rietzschkegrund heißende, teilweise nur mit Sand befestigte Weg verläuft dann östlich durch die Waldfluren von Zitzschewig, Naundorf bis nach Oberkötzschenbroda, wo er nördlich von Lindenau nach etwa 2,8 Kilometern auf die Dippelsdorfer Straße trifft. Die Straße beginnt auf etwa 147 m Höhe und steigt auf 193 m an der Kreuzung mit dem Kreyernweg, um dann wieder auf 182 m ü. NHN abzufallen.
Die Rietzschkenberge bilden den Südhang am Eingang des Grundes, der seit Jahrhunderten zum Weinbau genutzt wird.
Der Eulengrund ist ein Nebental des Rietzschegrunds wie auch eine dortige Straße, die Kleine Rietzschke ist ein Nebengewässer der Rietzschke wie auch eine dortige Straße.

## Geologie
Die Hänge des Tals bestehen aus Syenit. Etwa 500 bis 600 Meter nördlich der Elbterrasse durchbricht der Grund eine Zone von Gneisen, die sich von Schloss Wackerbarth bis nach Weinböhla erstreckt. Südlich des Grunds kommen mittelkörnige Biotitgneise vor, auf der Nordseite handelt es sich eher um grobkörnige und grobfaserige Augengneise, deren bis zu 2 cm große Augen aus weißem bis rötlichem Kalifeldspat bestehen.

## Geschichte
Bereits im 17. Jahrhundert gab es im damals noch so genannten Bettelgrund vereinzelte Wohnstätten, die jedoch später von den ärmlichen Bewohnern wieder verlassen wurden und verfielen. Der bekannteste Bewohner jener Zeit war der frühere Soldat Georg Fischer, der es in den Jahrzehnten nach dem Dreißigjährigen Krieg zu zweifelhafter Berühmtheit als Kötzschenbrodaer Wunderdoktor brachte. 1659 wurde er vom Leipziger Schöppenstuhl für drei Jahre des Landes verwiesen. Im Februar 1686 vermerkte der Kötzschenbrodaer Pfarrer Johann Georg Lucius im Totenregister, dass er den Erfrorenen, den „sogenannte[n] Fisch-Gregor […] wegen seines liederlichen Lebenswandels von einem geringen Orth außer dem Gottesacker geleget, ohne Klang und Gesang“, das heißt, dass der nach seiner Verbannung wohl wieder in die Heimat Zurückgekehrte zuletzt in ungeweihter Erde begraben wurde.
Erst ab den 1820er Jahren setzte eine stärkere Besiedlung des Grundes ein, insbesondere durch Häusleranwesen, was jedoch durch die zuständigen Landesbehörden so nicht gewollt war. Eine Verfügung der Landesregierung vom Dezember 1828 besagt, dass „eine Erweiterung der Wohnstätten in der Bergschlucht, die Rietsche genannt, weiterhin nicht zu gestatten sei“. Diese Anordnung wurde jedoch wieder aufgehoben oder geriet in Vergessenheit, denn ebenfalls nach Schubert (1865) wurden dort insbesondere 1838/39 eine Reihe von Anwesen errichtet. Ein Schriftstück des alten Zitzschewiger Gemeindearchives im Stadtarchiv Radebeul beschreibt, dass 1840 der Ortsrichter August Wächter vom Rat zu Dresden die Aufgabe bekam, die
Gerichtspersonen des Dorfes Zitzschewig und die Eigentümer der im Rietzschkegrund erbauten Wohnhäuser bei sich zu versammeln, um mit einem Beauftragten des Dresdner Rats die einzelnen Steuerquanten für deren Grundstücke festzulegen.
Im oberen Bereich des Grundes errichtete 1892 der Tischlermeister Ernst Moritz Großmann den Gasthof zum Rietzschkegrund ein. Dieser war nicht nur lange Zeit das Zentrum des abgeschiedenen Ortsteils, sondern auch ein Ausflugsziel und Einkehrpunkt auf dem beliebten Wanderweg durch den Grund und auf die Hochfläche, die hauptsächlich aus Waldflächen besteht. Das heute unter Denkmalschutz stehende Anwesen (Rietzschkegrund 48) wurde von dem Baumeister Moritz Große errichtet.

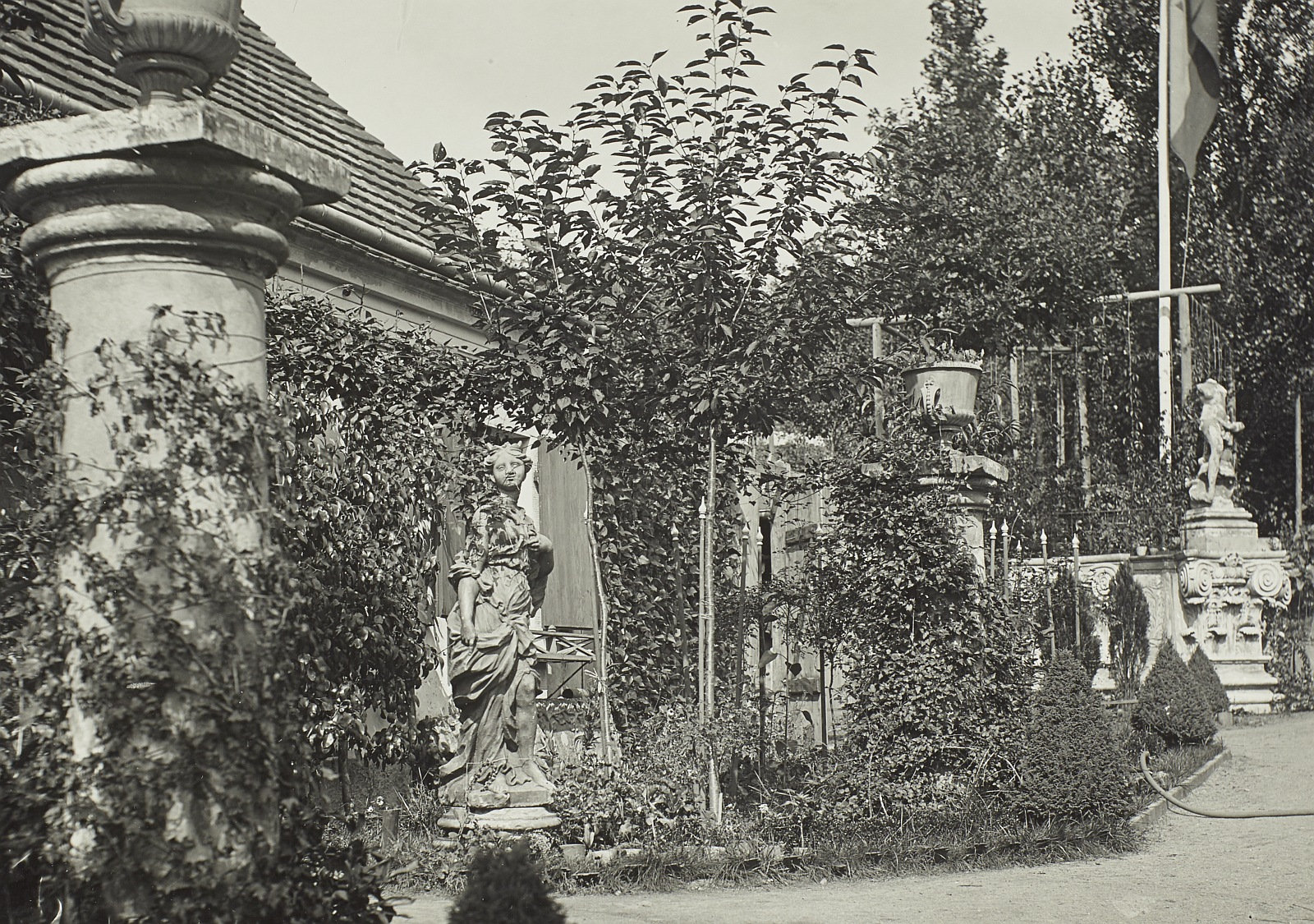
Donadinis Gartengrundstück, 1894, vollgestellt mit Spolien aus Dresden

Im Jahr 1882 kaufte der bekannte Maler und Fotograf am sächsischen Hof, Ermenegildo Antonio Donadini (1847–1936), als Sommersitz und Atelier ein Weinberghaus im Rietzschkegrund (Donadini-Haus, Rietzschkegrund 21), wo er ab 1913 bis zu seinem Tod 1936 seinen ganzjährigen Alterswohnsitz nahm. Heute steht das Anwesen unter Denkmalschutz.
Ein weiterer Maler lebte und arbeitete im Rietzschkegrund. Fürchtegott Erhard Zwar (1898–1977) malte bis zu seinem Tod 1977 in einem dem Publikum jederzeit offenen Atelier im Rietzschkegrund 25, daneben betrieb er eine kleine Landwirtschaft. Die ehemals ihm gehörenden Gebäude wurden 1994 abgebrochen und dann durch drei in die Landschaft passende Neubauten ersetzt, die das realisierende Architektenbüro für sich als Atelier sowie für die Familien der beiden Architektenpartner als Wohnhäuser entstehen ließ. Die Bauherren erhielten dafür im Jahr 1998 den Radebeuler Bauherrenpreis.

## Bebauung
Einige Kulturdenkmale liegen entlang der Straße und sind daher in der Liste der Kulturdenkmale in Radebeul-Zitzschewig aufgeführt:
- Donadini-Haus (Nr. 21) einschließlich des denkmalgeschützten Gartens, Nr. 23, Nr. 25, Schwedler-Hof (Nr. 37), Gasthof Rietzschkegrund (Nr. 48)